# Nowikow-Vermutung
In der Mathematik ist die Nowikow-Vermutung eine für zahlreiche Gruppen {\displaystyle \pi } bewiesene, aber im Allgemeinen offene Vermutung über die Topologie differenzierbarer Mannigfaltigkeiten mit Fundamentalgruppe {\displaystyle \pi }.
Sie hat zahlreiche Anwendungen in der Chirurgietheorie bei der Klassifikation der Differentialstrukturen zu einem gegebenen Homotopietyp.
Sie macht eine Aussage über die Homotopieinvarianz gewisser Kombinationen rationaler Pontrjagin-Klassen. Rationale Pontrjaginklassen sind Invarianten differenzierbarer Mannigfaltigkeiten, die nach einem Satz von Nowikow invariant unter Homöomorphismen, aber im Allgemeinen nicht invariant unter Homotopieäquivalenzen sind. Für die aus den Pontrjaginklassen gebildete L-Klasse ist {\displaystyle \langle L(M),\left[M\right]\rangle } nach dem Signatursatz von Hirzebruch die homotopieinvariante Signatur. Die Nowikow-Vermutung gibt (in Abhängigkeit von der Fundamentalgruppe) weitere homotopieinvariante Kombinationen. Es wird vermutet, dass sich alle homotopieinvarianten Kombinationen rationaler Pontrjaginklassen aus den in der Nowikow-Vermutung betrachteten höheren Signaturen ergeben.
Sie würde aus der Baum-Connes-Vermutung oder auch der Borel-Vermutung folgen.

## Formulierung der Vermutung
Sei {\displaystyle M} eine geschlossene, orientierbare, {\displaystyle n}-dimensionale differenzierbare Mannigfaltigkeit, {\displaystyle \pi :=\pi _{1}M} ihre Fundamentalgruppe und {\displaystyle f\colon M\to B\pi } deren klassifizierende Abbildung. Zu jeder Kohomologieklasse {\displaystyle \alpha \in H^{*}(B\pi ;\mathbb {Q} )} definiert man eine höhere Signatur {\displaystyle \sigma _{\alpha }(M)} durch
{\displaystyle \sigma _{\alpha }(M):=\langle L(M)\cup f^{*}\alpha ,\left[M\right]\rangle },
wobei {\displaystyle L(M)} die L-Klasse von {\displaystyle M}, {\displaystyle \cup } das Cup-Produkt, {\displaystyle \left[M\right]} die Fundamentalklasse und {\displaystyle \langle .,.\rangle } die Kronecker-Paarung bezeichnet.
Die Nowikow-Vermutung besagt, dass für jedes gegebene {\displaystyle \alpha \in H^{*}(B\pi ;\mathbb {Q} )} die höhere Signatur eine Homotopieinvariante geschlossener, orientierbarer Mannigfaltigkeiten mit Fundamentalgruppe {\displaystyle \pi } ist, d. h. homotopieäquivalente, geschlossene, orientierbare Mannigfaltigkeiten haben dieselben höheren Signaturen.

## Bewiesene Fälle
Man sagt, dass die Nowikow-Vermutung für eine Gruppe {\displaystyle \pi } bewiesen ist, wenn sie für alle Mannigfaltigkeiten mit Fundamentalgruppe {\displaystyle \pi } bewiesen wurde.
- Nowikow bewies seine Vermutung für abelsche Gruppen.
- Kasparow bewies mittels KK-Theorie die Nowikow-Vermutung für Gruppen, die eine eigentliche Wirkung als Isometrien einer einfach zusammenhängenden Mannigfaltigkeit nichtpositiver Krümmung besitzen, insbesondere also diskrete Untergruppen einer Lie-Gruppe mit endlich vielen Zusammenhangskomponenten.[1]
- Connes und Moscovici bewiesen die Nowikow-Vermutung für Gromov-hyperbolische Gruppen.[2] Die im Beweis verwendete Surjektivität des Homomorphismus von beschränkter Kohomologie in die Gruppenkohomologie wurde von Mineyev bewiesen.[3]
- Higson und Kasparow bewiesen die Nowikow-Vermutung für Gruppen, die eine eigentliche Wirkung als Isometrien des Hilbertraums besitzen, insbesondere für mittelbare Gruppen.[4]
- Yu bewies die Nowikow-Vermutung für Gruppen endlicher asymptotischer Dimension[5] und allgemeiner für Gruppen, die grob in den Hilbertraum eingebettet werden können.[6] Letzteres trifft auf alle linearen Gruppen[7] und auf Untergruppen von {\displaystyle Out(F_{n})}[8] zu.
- Hamenstädt bewies, dass Abbildungsklassengruppen exakt („boundary amenable“) sind, woraus für diese und alle ihre Untergruppen die Nowikow-Vermutung folgt.[9]